# Yamanouchi Pharma
Die Yamanouchi Pharma GmbH war die deutsche Tochtergesellschaft des japanischen Pharmaunternehmens Yamanouchi Pharmaceutical.
Das Unternehmen existierte unter diesem Namen seit 1994. Vorausgegangen war 1991 der Erwerb der pharmazeutischen Abteilung der niederländischen Firma Gist-brocades durch die Yamanouchi Pharmaceutical Co. Ltd. Diese wurde von März 1991 bis 1994 unter dem Namen Brocades Pharma weitergeführt. 1994 erfolgte dann die Umfirmierung alle Tochtergesellschaften von Yamanouchi auf diesen Namen. Yamanouchi Deutschland war in Yamanouchi Europa mit Sitz in Leiderdorp/NL eingegliedert. Der Sitz der deutschen Niederlassung war in Heidelberg. Zum 1. April 2005 erfolgte die Fusion des Mutterkonzerns Yamanouchi Pharmaceutical mit der Firma Fujisawa Pharmaceutical zur Firma Astellas. Die Tochtergesellschaften wurden im Laufe des Jahres 2005 zusammengeführt.